# اسپن استوک لند
اسپن استوک لند (انگلیسی: Espen Stokkeland؛ زادهٔ ۴ ژوئیهٔ ۱۹۶۸) از برندگان مدال‌های بازی‌های المپیک تابستانی و قایقران اهل نروژ است.